# Форбс, Мишель
Мише́ль Рене́ Форбс Гуаха́рдо (англ. Michelle Renee Forbes Guajardo; род. 8 января 1965, Остин) — американская актриса. Впервые снялась на телевидении в 1987 году в сериале «Направляющий свет», за который была номинирована на премию Daytime Emmy Award.

## Биография
Мишель Форбс родилась 8 января 1965 года в Остине, штат Техас, США. В детстве мечтала стать балериной — к ней начали поступать приглашения поступить в Высшую школу исполнительских и визуальных искусств (англ.  High School for the Performing and Visual Arts) в Хьюстоне. Во время каникул в Нью-Йорке в возрасте 16 лет, она пошла на прослушивание для фильма, хотя оно не удалось, тем не менее она подписала контракт с агентством Уильяма Морриса и начала свою профессиональную актёрскую карьеру. В 1987 году, в возрасте 22-х лет, она сыграла свою первую роль — Сонни Каррера-Льюис в сериале «Направляющий свет». Она осталась с шоу на два года и в 1990 году была номинирована на премию Daytime Emmy Award.
После этой роли, она продолжала выступать в театре и чтобы поднять свою репутацию, начала появляться в небольших ролях на телевидении. Форбс становилась более известна, и даже сыграла в сериалах «Звёздный путь: Следующее поколение» и «Тайны отца Даулинга».
После роли в сериале «Звёздный путь: Следующее поколение», ей предложили сыграть в его спин-оффе «Звёздный путь: Глубокий космос 9», но она отклонила это предложение и решила сосредоточиться на карьере в кино. Форбс получила похвалу, а также номинацию на премию «Сатурн» от Академии научной фантастики, фэнтези и фильмов ужасов, за её роль Кэрри Лафлин в триллере «Калифорния». За этим последовала её главная женская роль в фильме «Среди акул», а также второстепенные роли в таких фильмах, как «Цветок у дороги», «О пользе подглядывания» и «Побег из Лос-Анджелеса». Она также вновь появляется на телевидении: в сериалах «Сайнфелд», «За гранью возможного» и возвращается на один эпизод в телесериал «Звёздный путь: Следующее поколение».
В 1996 году Форбс присоединилась к актёрскому составу популярного драматического телесериала «Убойный отдел», сыграв доктора Джулиану Кокс. Она снималась в сериале в течение двух лет (1996—1998) и после покинула его.
С 2002 по 2003 год Мишель Форбс играла Линн Кресдж, помощника Президента Соединённых Штатов Америки, во втором сезоне сериала «24 часа». После роли в этом сериале она сыграла адмирала Хелену Кейн в телесериале «Звёздный крейсер „Галактика“» и Саманту Бринкер в «Побеге». Потом последовали ещё две её известные роли на телевидении, в телесериалах «Юристы Бостона» и «Остаться в живых».
В 2008 году была приглашена в телесериал «Настоящая кровь». Мишель играет Мэриэнн Форрестер, которая является менадой и обладает сверхъестественной силой, однако живёт в городе и представляется социальным работником.
Форбс озвучивала Джудит Моссман в играх: «Half-Life 2», «Half-Life 2: Episode One» и «Half-Life 2: Episode Two»; а также Гейлу Ривас в игре 2009 года «The Chronicles of Riddick: Assault on Dark Athena».

## Избранная фильмография
| Год       |    | Русское название                                  | Оригинальное название                             | Роль                          |
| --------- | -- | ------------------------------------------------- | ------------------------------------------------- | ----------------------------- |
| 1987—1989 | с  | Направляющий свет                                 | Guiding Light                                     | Сонни Каррера-Льюис           |
| 1991      | с  | Тайны отца Даулинга                               | Father Dowling Mysteries                          | инструктор в тренажерном зале |
| 1991—1994 | с  | Звёздный путь: Следующее поколение                | Star Trek: The Next Generation                    | Энсин Ро Ларен                |
| 1992      | ф  | Укусы любви                                       | Love Bites                                        | Нерисса                       |
| 1993      | ф  | Калифорния                                        | Kalifornia                                        | Кэрри Лафлин                  |
| 1994      | с  | Сайнфелд                                          | Seinfeld                                          | Джули                         |
| 1994      | ф  | Цветок у дороги                                   | Road Killers                                      | Хелен                         |
| 1995      | ф  | Среди акул                                        | Swimming With Sharks                              | Дон Локкард                   |
| 1995      | ф  | О пользе подглядывания                            | Just Looking                                      | Мэри                          |
| 1996—1998 | с  | Убойный отдел                                     | Homicide: Life on the Street                      | Доктор Джулиана Кокс          |
| 1996      | ф  | Побег из Лос-Анджелеса                            | Escape from L.A.                                  | Брейзен                       |
| 1996      | с  | За гранью возможного                              | The Outer Limits                                  | Джейми Прэтт                  |
| 2002—2003 | с  | 24 часа                                           | 24                                                | Линн Кресдж                   |
| 2004      | ки | Half-Life 2                                       | Half-Life 2                                       | Джудит Моссман                |
| 2005—2006 | с  | Звёздный крейсер «Галактика»                      | Battlestar Galactica                              | Адмирал Хелена Кейн           |
| 2005      | с  | Шпионка                                           | Alias                                             | Доктор Мэгги Синклер          |
| 2005—2006 | с  | Побег                                             | Prison Break                                      | Саманта Бринкер               |
| 2006      | ки | Half-Life 2: Episode One                          | Half-Life 2: Episode One                          | Джудит Моссман                |
| 2006      | с  | Юристы Бостона                                    | Boston Legal                                      | Джульетта Монро               |
| 2007      | ки | Half-Life 2: Episode Two                          | Half-Life 2: Episode Two                          | Джудит Моссман                |
| 2007—2008 | с  | Воскрешая мёртвых                                 | Waking the Dead                                   | Сара                          |
| 2008      | с  | Остаться в живых                                  | Lost                                              | Карен Деккер                  |
| 2008      | с  | Пациенты                                          | In Treatment                                      | Кейт Уэстон                   |
| 2008—2009 | с  | Настоящая кровь                                   | True Blood                                        | Мэриэнн Форрестер             |
| 2009      | ки | The Chronicles of Riddick: Assault on Dark Athena | The Chronicles of Riddick: Assault on Dark Athena | Гейл Ривас                    |
| 2011      | с  | Убийство                                          | The Killing                                       | Митч Ларсен                   |
| 2012      | ф  |                                                   | DisCONNECTED                                      | Мама Лизы                     |
| 2012      | ф  | Парк Хайленд                                      | Highland Park                                     | Сильвия Ховард                |
| 2015      | с  | Возвращённые                                      | The Returned                                      | Хелен Годдард                 |
| 2015      | ф  | Голодные игры: Сойка-пересмешница. Часть 2        | The Hunger Games: Mockingjay - Part 2             | лейтенант Джексон             |
| 2016—2019 | с  | Берлинская резидентура                            | Berlin Station                                    | Валери Эдвардс                |
| 2017      | ф  | Близнецы                                          | Gemini                                            | Джейми Финнеган               |
| 2017      | ф  | Колумбус                                          | Columbus                                          | Мария                         |

## Награды и номинации
| Премия                   | Год  | Категория                                            | Работа              | Результат |
| ------------------------ | ---- | ---------------------------------------------------- | ------------------- | --------- |
| Дневная премия «Эмми»    | 1990 | Лучшая актриса второго плана в драматическом сериале | «Направляющий свет» | Номинация |
| Прайм-тайм премия «Эмми» | 2011 | Лучшая актриса второго плана в драматическом сериале | «Убийство»          | Номинация |
|                          |      |                                                      |                     |           |
| «Сатурн»                 | 1994 | Лучшая киноактриса                                   | «Калифорния»        | Номинация |
| «Сатурн»                 | 2010 | Лучшая гостевая роль в телесериале                   | «Настоящая кровь»   | Номинация |
| «Сатурн»                 | 2012 | Лучшая телеактриса второго плана                     | «Убийство»          | Победа    |